# BESZ–5

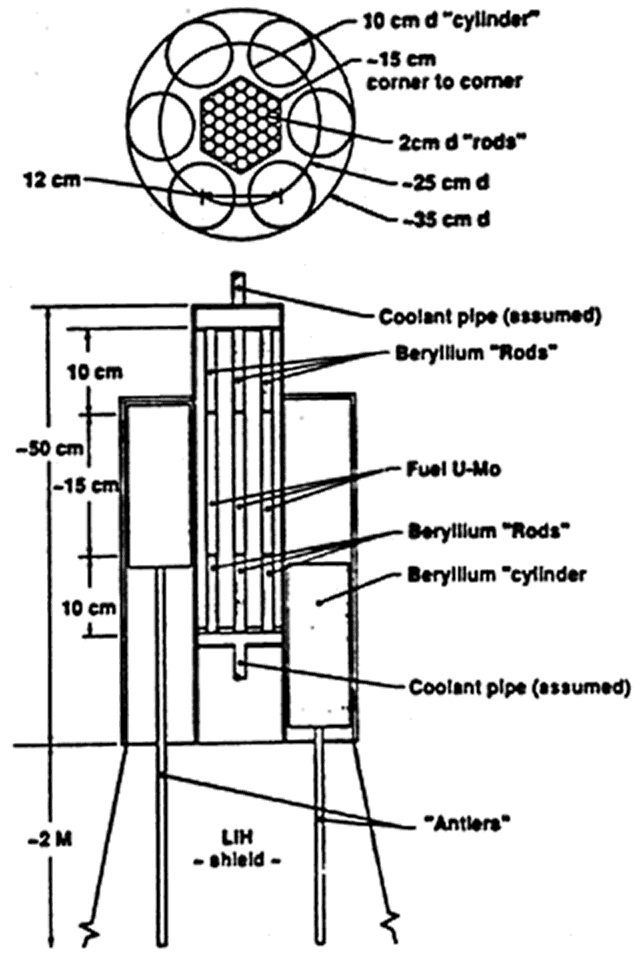
A BESZ–5 felépítésének vázlatos rajza. Középen a reaktormag, két oldalt a láncreakciót szabályozó berilliumrudak láthatók.

A BESZ–5 Buk szovjet nukleáris termoelektromos generátor, amelyet az USZ–A típusú radarfelderítő műholdak elektromosenergia-ellátására használtak. Hőforrásként 235-ös uránt használó gyorsneutronos reaktor szolgál, a reaktor által termelt hőt félvezető alapú termoelemek alakítják elektromos energiává. A reaktorban folyékony fémet, Na és K eutektikus ötvözetét használták hűtőközegként. A típusból összesen 32 darabot indítottak a világűrbe.

## Története
Kifejlesztése az 1960-as évek elején kezdődött az SZKP és a Szovjetunió Minisztertanácsának közös, 1961. évi 258-110-es határozata alapján. A fejlesztésben számos tervezőiroda és kutatóintézet vett részt, többek között a  Fizikai-energetikai Intézet (GNC FEI), az Isztok Tudományos-műszaki Központ, a Kurcsatov Intézet, a Lucs Tudományos Kutatóintézet, valamint a Szovjet Tudományos Akadémia több kutatóintézete. Később az egész projektet az 1972-ben létrehozott Krasznaja Zvezda vállalat fogta össze és a berendezések előállítása is ott folyt. A félvezető alapú termoelemet a Szuhumi Fizikai-technológiai Intézetben fejlesztették ki. 1963–1969 között folyt a hűtőkör és a termoelemek fejlesztése. Ebben az időszakban több olyan tesztpéldánnyal folytattak kísérleteket, amely még nem tartalmazott főtőanyagot. 1968–1970 között működő reaktormaggal ellátott prototípusokkal folytattak teszteket. A berendezés 1970-re lett üzemképes.
A világűrben először az 1970. október 3-án indított Koszmosz–367 műholdon próbálták ki. A teszt sikertelen volt. A műhold csak 110 percet töltött alacsony Föld körüli pályán. A reaktor diagnosztikai berendezései túlmelegedést jeleztek, ami valószínűleg a reaktormag olvadásával járt. Emiatt a műholdat a reaktorral együtt kb. 1000 km-es magasságú parkolópályára állították.
1970–1988 között összesen 32 darab USZ–A típusú radarfelderítő műholdat indítottak BESZ–5 nukleáris generátorral felszerelve. A műholdak aktív szolgálatának befejezése után a nukleáris termogenerátor egységet leválasztották és magas, 900–1000 km-es parkolópályára állították. Néhány BESZ–5-ös egység parkolópályára állítása – pl. a   Koszmosz–954 esetében – sikertelen volt. Ilyen esetekre később a BESZ–5-öst olyan berendezéssel szerelték fel, amely a légkörbe lépéskor az aktív zónában lévő fűtőelemeket kiveti és szétszórja, így ezek a sűrű légkörbe lépve elpárolognak. Ilyen esetben a reaktor folyékony fém (NaK) hűtőközege a világűrbe kijutva megszilárdul, és a néhány cm-es apró fémdarabok jelentős mértékben járulnak hozzá az űrszemét növekedéséhez.

## Jellemzői
A reaktormagor 37 darab 0,6 m hosszúságú, acélkapszulában elhelyezkedő fűtőelemrúd alkotta. A fűtőelemrudak alkotta köteg ármérője 0,2 m. A reaktormag össztömege 53 kg, ebből 30 kg volt a fűtőanyag urántartalma (90%-ban dúsított U–235). A reaktormagban a fűtőelemrudak között berilliumból készült rudak helyezkedtek el, mely a gyors neutronok számára reflektorként viselkedtek. A reaktormagban, a főtőelemrudak között körben, a reaktor tengelyével párhuzamosan mozgatható hat darab berilliumhenger helyezkedett el. A láncreakció szabályozása a berilliumhengerek elmozdításával történt, ezzel lehetett szabályozni az elszökő neutronok mennyiségét. A reaktort mögött sugárvédő pajzs helyezkedett el, ez védte a műhold berendezéseit a radioaktív sugárzástól. A berilliumhengereket mozgató szabályozórudakat, melyek a sugárvédő pajzson haladtak keresztül, reaktorméreggel töltötték fel, megakadályozva a neutronok áthaladását a sugárvédő pajzs nyílásain. A reaktor hűtésére a gyorsneutronos technológiának megfelelően a neutronokat kevésbé lassító folyékony fémet, nátrium és kálium ötvözetét használták.

## Műszaki adatok
- Össztömeg: 920 kg (sugárvédő pajzzsal együtt)
- Elektromos teljesítmény: 3 kW
- Hőteljesítmény: 100 kW
- Fűtőanyag fajtája: U–235
- Fűtőanyag tömege: 3 kg